# Świnna (Białoruś)
Świnna (biał. Свіднае, Swidnaje; ros. Свидное, Swidnoje) – wieś na Białorusi, w obwodzie homelskim, w rejonie lelczyckim, w sielsowiecie Udarnaje, nad Uborcią.

## Historia
W XIX i w początkach XX w. zaścianek położony w Rosji, w guberni mińskiej, w powiecie mozyrskim, w gminie Bujnowicze.
Po I wojnie światowej pod administracją polską, w Zarządzie Cywilnym Ziem Wschodnich, w okręgu brzeskim, w powiecie mozyrskim, w gminie Bujnowicze.
W wyniku postanowień traktatu ryskiego znalazła się w granicach Związku Sowieckiego. Od 1991 w niepodległej Białorusi.